# John Neilson Institution

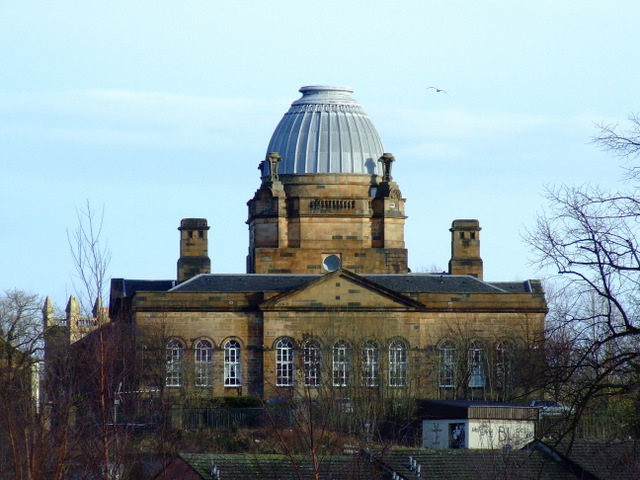
John Neilson Institution

Die John Neilson Institution ist eine ehemalige Schule in der schottischen Stadt Paisley in der Council Area Renfrewshire. 1971 wurde das Bauwerk in die schottischen Denkmallisten in die höchste Denkmalkategorie A aufgenommen. Das im Italianate-Stil gestaltete Gebäude liegt an der Straße West Brae westlich des Stadtzentrums.

## Geschichte
Der Kaufmann John Neilson aus Paisley verfügte testamentarisch die Errichtung der Schule und deren Ausstattung mit den nötigen finanziellen Mitteln. Die Einrichtung sollte der Unterrichtung von Waisenkindern und Kindern aus ärmlichen Verhältnissen dienen. Als Voraussetzung galt, dass diese bereits seit drei Jahren in Paisley lebten. Das Gebäude wurde zwischen 1849 und 1852 nach einem Entwurf des Architekten Charles Wilson erbaut. Auf der Weltausstellung 1900 in Paris errang die John Neilson Institution eine Goldmedaille für ihre Ausstellung. 1967 erfolgte die Umbenennung in John Neilson High School. Im Folgejahr erwiesen sich die Räumlichkeiten als zu klein für die angewachsene Schülerzahl und sie zog in neue Gebäude im Stadtteil Millarston um. Letztmals wurden die Gebäude 1977 als Schule genutzt, standen anschließend leer und wurden durch Vandalismus beschädigt. Im Rahmen umfangreicher Restaurierungsarbeiten zu Beginn der 1990er Jahre, wurde die ehemalige Schule zu einem Wohngebäuden umgenutzt.